# (274) Filagoria
(274) Filagoria es un asteroide perteneciente al cinturón de asteroides descubierto el 3 de abril de 1888 por Johann Palisa desde el observatorio de Viena, Austria.
Está nombrado por un club de ocio de Olomouc.